# Record de vitesse sur rail
Cet article propose une chronologie des records de vitesse sur rail, sachant que le terme « sur rail » ne sous-entend pas nécessairement « pour un train ». En effet, certaines techniques de guidage (comme celle du JR-Maglev) n'utilisent pas une ligne ferroviaire.
Des plates-formes sur rail propulsées par moteur-fusée sont utilisées par l'armée, pour tester par exemple des composants de missiles ou les effets de l'accélération. Le record de vitesse sans pilote est de 10 430 km/h, date du 30 avril 2003 et a été obtenu à l'Holloman Air Force Base. John Stapp a atteint la vitesse de 1 017 km/h à bord d'une de ces plates-formes le 10 décembre 1954. Ce record de vitesse sur rail en véhicule piloté n'a toujours pas été dépassé en 2025.
Le record par un véhicule d'essai dérivé d'un train à vocation commerciale est de 574,8 km/h le 3 avril 2007 par le TGV. Le JR-Maglev a atteint 603 km/h en 2015 mais n'est pas monté sur rail.
Les records de vitesse de pointe par un véhicule de série (non modifié) ont été obtenus par le Transrapid de Shanghai, à 501 km/h le 12 novembre 2003 et, pour un train conventionnel, le 3 septembre 2010 par le Zefiro 380 à 486 km/h.

## Records absolus au fil du temps (homologués et/ou officiels)

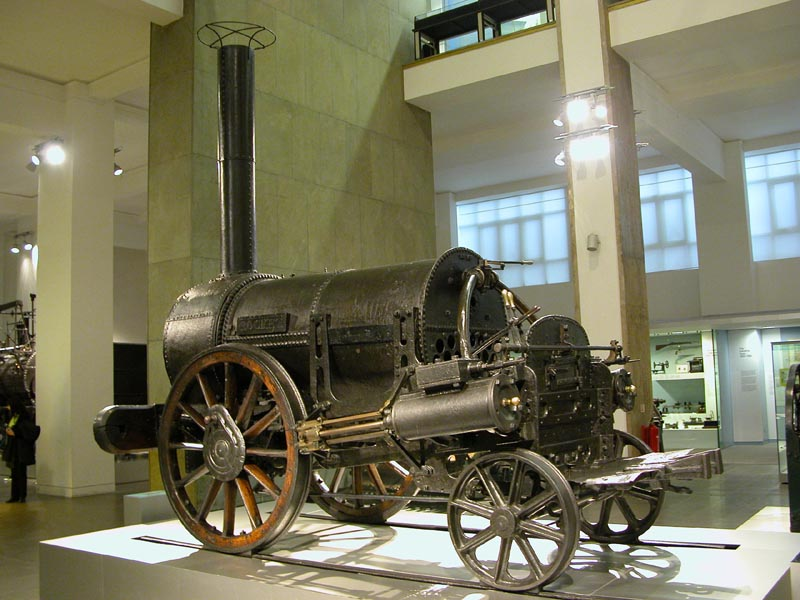
La Rocket de George Stephenson.

### XIXesiècle
- 1804, la première locomotive du monde, à vapeur, tracte un train de 10 tonnes à 4 km/h ;
- En octobre 1829, la Rocket (« fusée ») de George et Robert Stephenson remporte le Concours de Rainhill, près de Manchester, à 20 km/h de moyenne et une pointe à 48 km/h sur une distance de 56 km.
- Le 20 juin 1890, la locomotive Crampton no 604 "la Belgique", après modification (ajout d'une seconde chaudière au-dessus de la première, dite chaudière Flaman, et pose d'un abri), a atteint la vitesse de 144 km/h entre Champigny-sur-Yonne et Pont-sur-Yonne[4].

### XXesiècle
- Le 6 octobre 1903 en Allemagne, 213 km/h, record du monde en traction électrique, entre Marienfelde et Zossen près de Berlin (ligne expérimentale), par une automotrice électrique Siemens à courant triphasé. Une autre automotrice, construite par AEG, atteignit 210 km/h le 28 octobre 1903. C'est seulement en 1909 qu'une automobile franchira à son tour la frontière des 200 km/h ;
- 21 juin 1931 : un prototype allemand d'autorail thermique propulsé par une hélice, le Schienenzeppelin, bat le record du monde de vitesse avec une moyenne de 230,2 km/h entre Karstädt et Dergenthin, sur la ligne Berlin - Hambourg[5] ;
- 28 mars 1952, Istres, France, 328 km/h, record mondial sur la voie ferrée spéciale de 3 km construite sur l'aérodrome, par l'engin SE 1910 propulsé par un missile V1, construit à Cannes par l'ingénieur Marcellin Laurent, dans l'établissement de Cannes de la SNCASE[6] ;
- 21 février 1954, SNCF, la CC 7121 (Alsthom) atteint 243 km/h, nouveau record mondial de vitesse, entre Dijon et Beaune ;
- 28 mars 1955, SNCF, 325 km/h, par la locomotive électrique CC 7107 (Alsthom), attelée à un train de 3 voitures dont la dernière est équipée d'un carénage aérodynamique, entre Facture et Morcenx sur la ligne des Landes (1,5 kV, courant continu, mais augmentée à 400 V de plus)[7],[8]. La friction sur la caténaire fait fondre le pantographe ;
- 29 mars 1955, SNCF, 331 km/h, par la locomotive électrique BB 9004 (Jeumont-Schneider), attelée à un train de 3 voitures dont la dernière est équipée d'un carénage aérodynamique, sur la même ligne des Landes[7],[8] (la BB 9004 ayant, à la différence de la CC 7107, bénéficié du lever du second pantographe après « fusion » de la semelle du premier, la vitesse « officielle » de 331 km/h a été attribuée aux deux machines pour assurer le même traitement aux deux constructeurs en égard à la différence minime des vitesses atteintes[9]). Les rails sont alors déformés sur plusieurs centaines de mètres. Le film de ce record tourné par la SNCF est reproduit dans une scène du film La Roue de 1957 ;

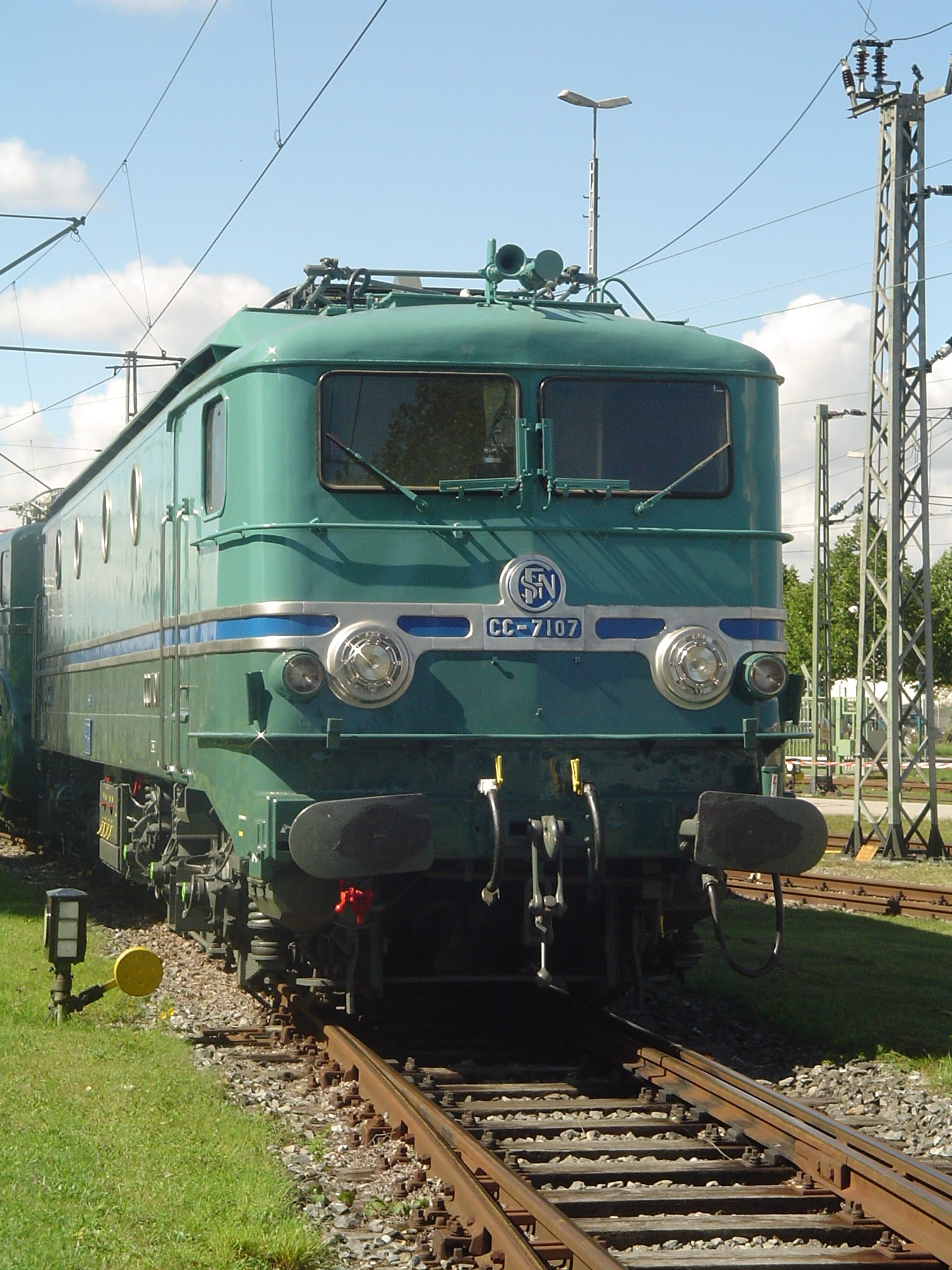
La CC 7107.
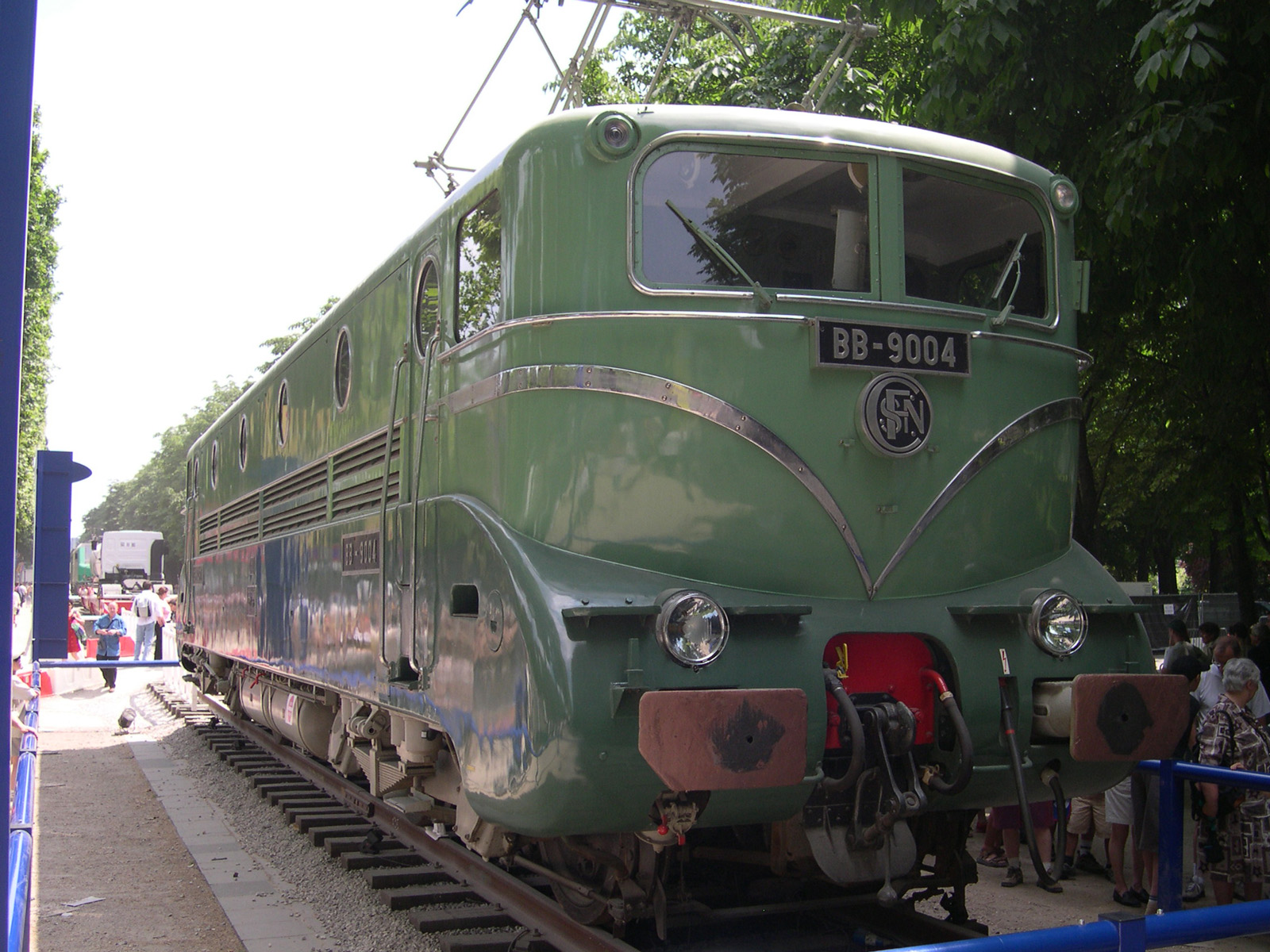
La BB 9004. En réalité, fusion entre BB 9003 et BB 9004[10].
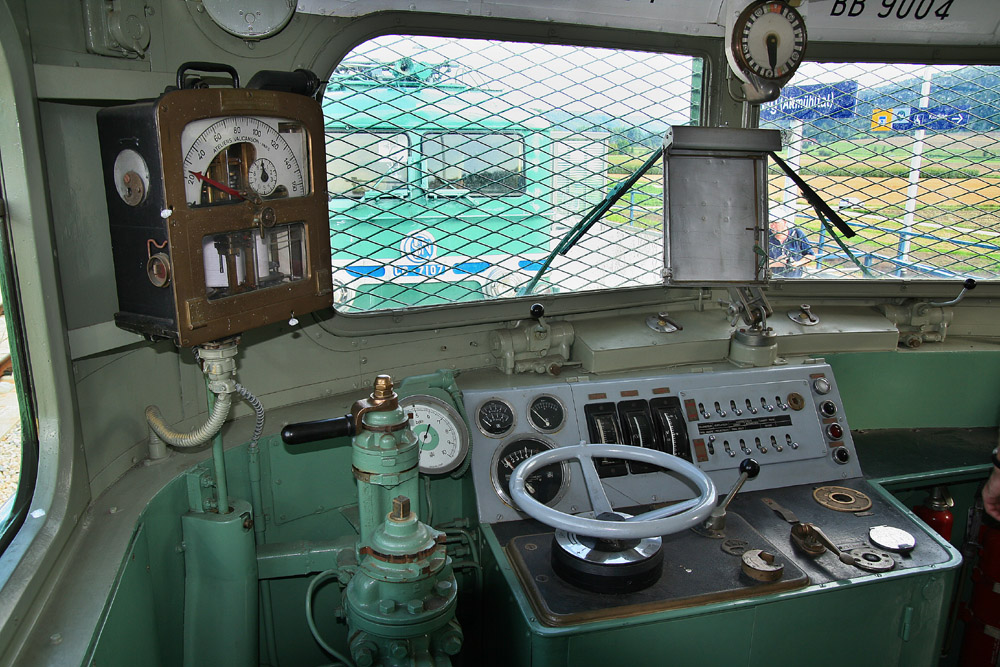
Cabine de la BB 9004. Le pare-brise est équipé d'une grille de protection contre les oiseaux, qui représentent un risque à plus de 200 km/h.
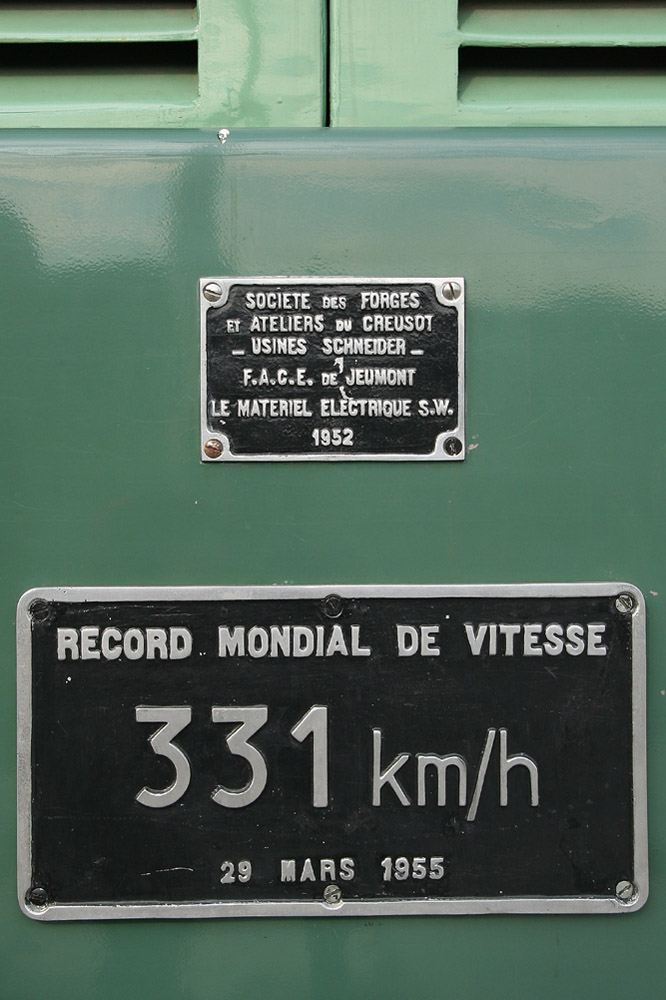
Plaques du constructeur et du record de vitesse de la BB 9004.

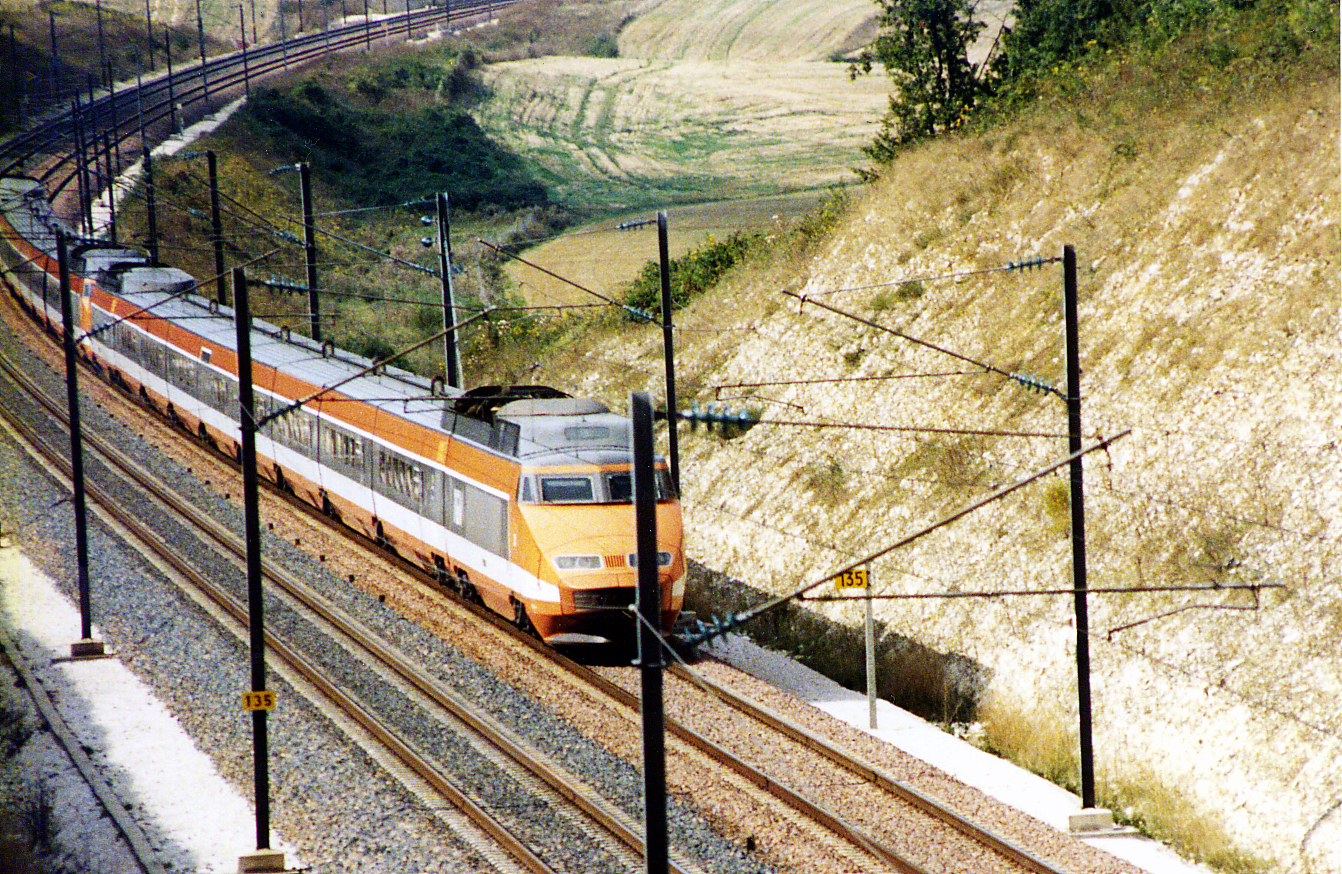
Une rame TGV PSE.

- 26 février 1981, SNCF, 380 km/h, rame TGV Sud-Est n° 16 sur la ligne à grande vitesse Paris-Sud-Est. La tension est augmentée à 29 kV (au lieu de 25 kV), les roues sont d'un plus grand diamètre et les rapports d'engrenages entre les moteurs et les roues augmentés ;

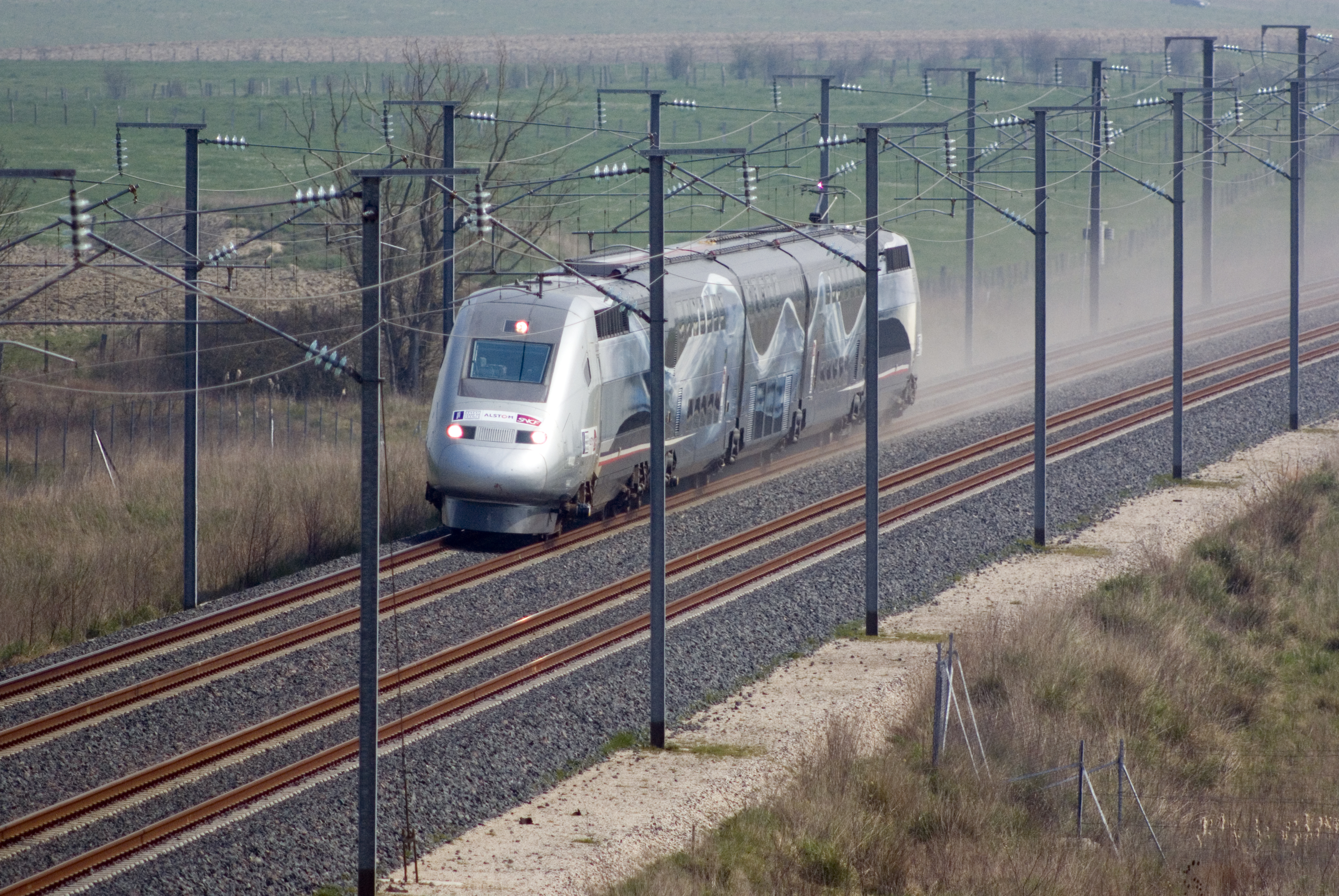
La V150 pendant la marche de l'actuel record.

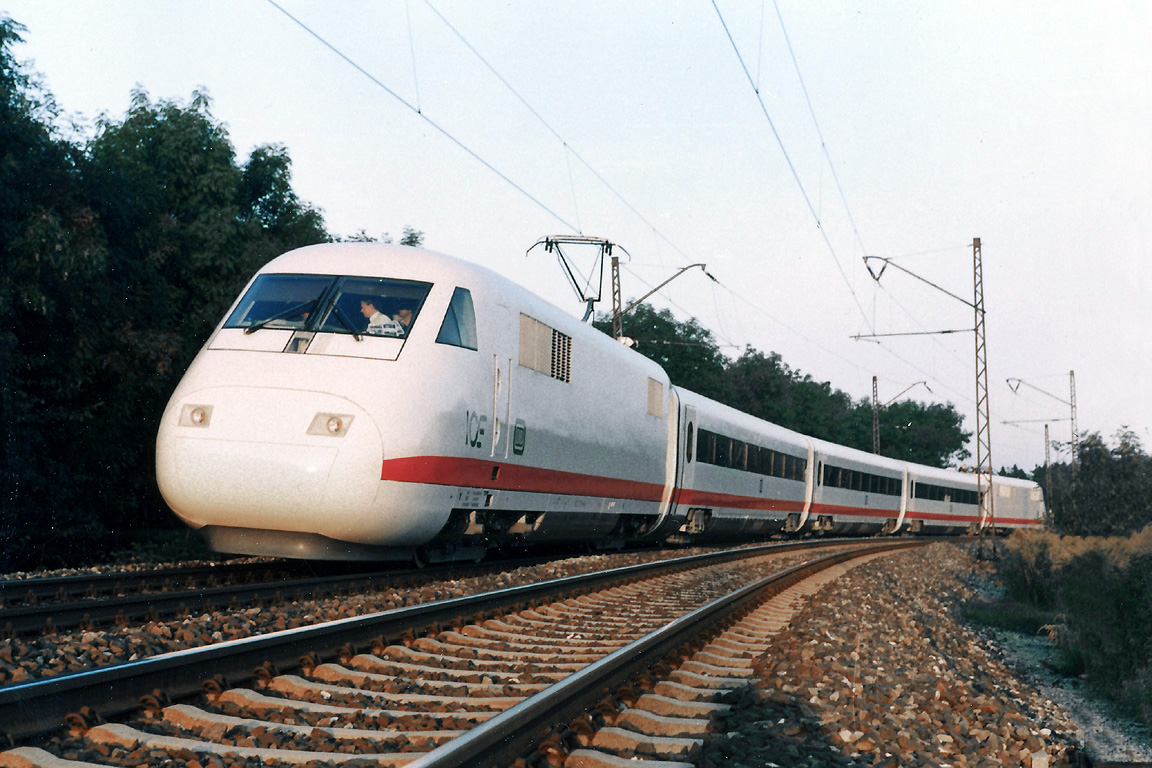
L'ICE-V ou "Experimental".

- 1er mai 1988, DB 406,9 km/h, rame ICE-V ("V" pour "Versuch" = essai en allemand) ou "Experimental" (rame d'essais) sur la ligne à grande vitesse Hanovre–Wurtzbourg ;
- 12 décembre 1988, SNCF 408,4 km/h, atteints sur la LGV Paris-Lyon par la rame TGV PSE 88 au cours d'essais de la chaîne de traction synchrone des futurs TGV Atlantique (record officieux) ;
- 5 décembre 1989 SNCF 482,4 km/h, rame TGV Atlantique no 325 ;
- 18 mai 1990 à 10 h 6, SNCF, 515,3 km/h, rame TGV Atlantique no 325 sur la ligne à grande vitesse Paris-Tours près de Vendôme.

### XXIesiècle
- 3 avril 2007 à 13 h 13, la rame TGV POS no 4402 — adaptée dans le cadre de l'opération « V150 » — établit un nouveau record officiel à 574,8 km/h (soit une vitesse de 159,6 m/s) sur la LGV Est européenne au km 193,2, soit au niveau de la commune du Chemin dans la Marne.

## Record par type de matériel

### Moteurs électriques

#### Courant alternatif
- 30 juillet 2003 : une rame Eurostar établit le record de vitesse ferroviaire en Grande-Bretagne à 334,7 km/h sur le premier tronçon de la ligne nouvelle Tunnel-Londres.

- 2 septembre 2006 : deux locomotives du constructeur Siemens ont battu le  record du monde de 1955[précision nécessaire], entre Nuremberg et Ingolstadt, qui a été porté à 344 km/h par une Taurus autrichienne puis à 357 km/h par une Taurus dispolok.

- 21 décembre 2006 : record pour le « Train d'essai LGV Est européenne » (rame TGV POS 4403) à 360,6 km/h.

- 13 février 2007 : un TGV a atteint la vitesse de 554,2 km/h sur la LGV Est européenne à hauteur de la commune de Passavant-en-Argonne dans la Marne (record non homologué[11]).

- 3 avril 2007 : la rame prototype V150 d'Alstom Transport établit un nouveau record officiel à 574,8 km/h[12] (159,6 m/s) sur la LGV Est européenne. Ce prototype est composé des deux motrices du TGV POS 4402 et de trois voitures de TGV Duplex. La R4 (voiture-bar) a été spécialement conçue pour utiliser deux bogies motorisés de la future automotrice à grande vitesse (AGV). La tension de la caténaire est portée à 31 000 volts (au lieu de 25 000 volts). Aujourd'hui, ces deux motrices font partie du parc TGV inOui avec un pelliculage adapté, mentionnant sur ses flancs 574,8 km/h[13].

#### Courant continu
- 20 juillet 1939, Ferrovie dello Stato (Italie), 203 km/h, record du monde en traction électrique (vitesse moyenne sur une longue distance) entre Florence et Milan avec une rame ETR 200. La création des ETR (Elettrotreni) a ouvert la voie vers la grande vitesse avec la conception de rames à composition fixe.
- 28 mars 1955 et 29 mars 1955, SNCF, 331 km/h, par les locomotives électriques CC 7107 (Alsthom) et BB 9004 (Jeumont-Schneider), entre Facture et Morcenx sur la ligne des Landes (1,5 kV, courant continu, mais augmentée de 400 V). La friction sur la caténaire fait fondre le pantographe de la 7107 (la BB 9004 ayant, à la différence de la CC 7107, bénéficié du lever du second pantographe après « fusion » de la semelle du premier, la vitesse « officielle » de 331 km/h a été attribuée aux deux machines pour assurer le même traitement aux deux constructeurs eu égard à la différence minime des vitesses atteintes). Les rails sont alors déformés sur plusieurs centaines de mètres.

#### Courant triphasé

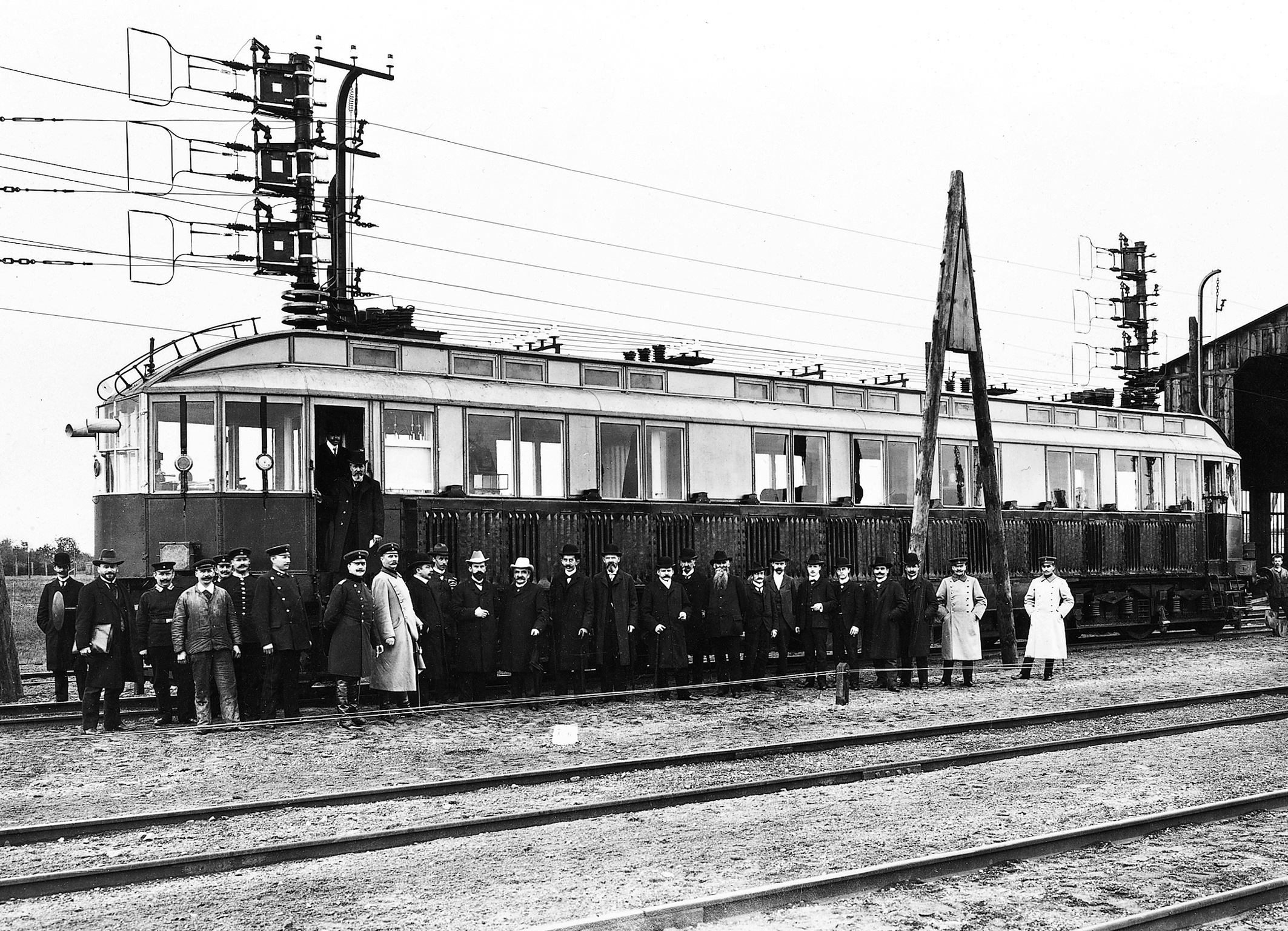
Une automotrice triphasée du record de 1903.

- 6 octobre 1903, Allemagne, 213 km/h, record du monde en traction électrique, entre Marienfelde et Zossen près de Berlin (ligne expérimentale), par une automotrice électrique Siemens à courant triphasé. Une autre automotrice, construite par AEG, atteignit 210 km/h le 28 octobre 1903.

#### Troisième rail
- 11 avril 1988, une automotrice class 442 (Wessex Electric) atteint 174 km/h avec une prise de courant par troisième rail.

### Moteurs thermiques

#### Locomotives à vapeur

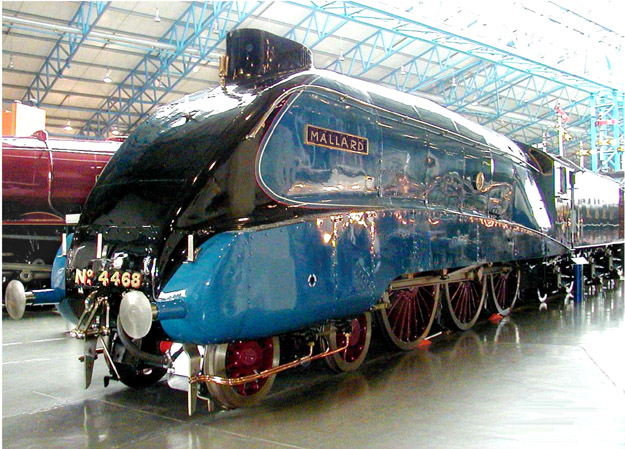
La locomotive Mallard A4.

- juin 1890, France : la chaudière Flaman à double-corps, mise en œuvre par Eugène Flaman, bat le record du monde de vitesse sur rail (144 km/h entre Sens et Montereau).

- 3 juillet 1938, 202,8 km/h, par la locomotive à vapeur Pacific Mallard du LNER en Angleterre, record mondial toujours inégalé en traction vapeur.
- De nombreux témoignages désignaient la locomotive expérimentale de classe S1 du Pennsylvania Railroad comme étant la plus rapide du monde, indiquant qu'elle aurait fréquemment dépassé les 200 km/h, avec un prétendu record à 251 km/h entre Fort Wayne et Chicago[14]. Aucune source sûre ne témoigne de ces records.
- La série T1 du Pennsylvania Railroad est également présumée avoir fréquemment dépassé sa vitesse limite de 161 km/h et les 202,8 km/h du record de la Mallard, atteignant jusqu'à 225 km/h pour “faire l'heure”. Ces marches à vitesses élevées n'ont jamais été homologuées. Aucune des 52 machines de la classe T1 n'a été préservée mais un tender est parvenu jusqu'à nous : une association à but non lucratif a été créée pour sa restauration et s'est lancée en complément dans la reconstruction totale d'une nouvelle locomotive à partir des plans originaux, dans le but affiché de battre officiellement le record de vitesse de la Mallard[15].

#### Moteurs à pistons

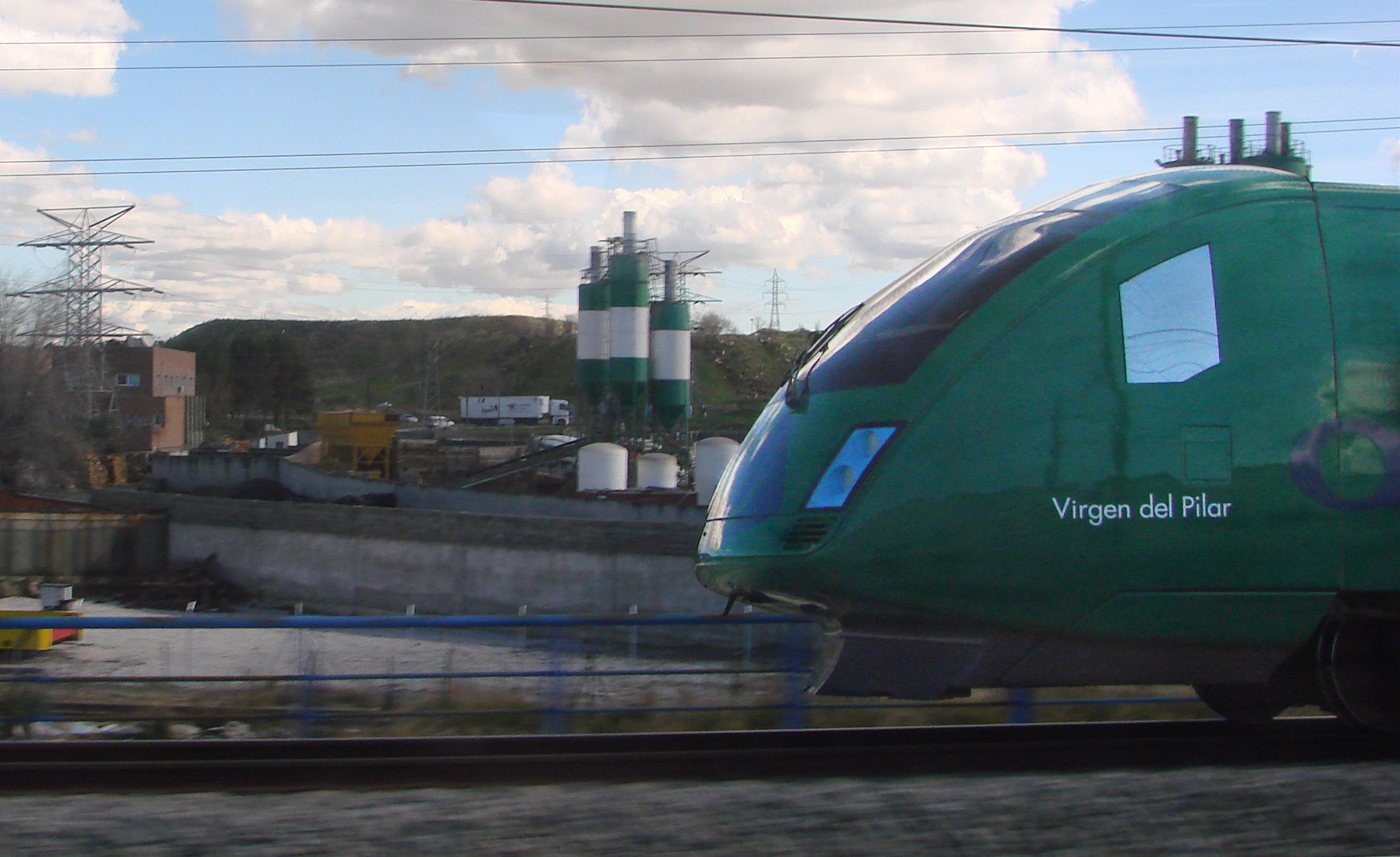
Le Talgo XXI aux couleurs d'Adif.

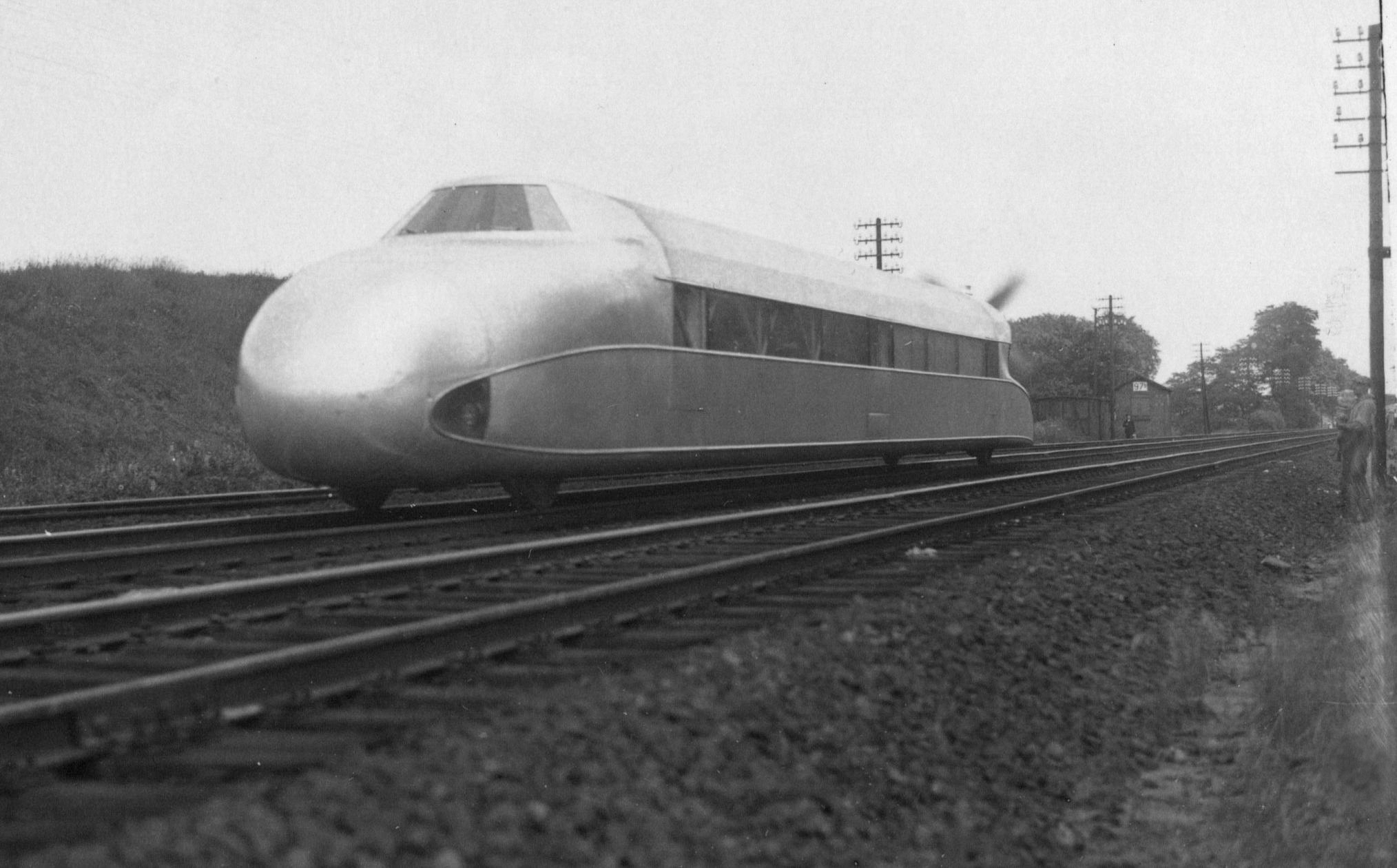
Le Schienenzeppelin.

- 21 janvier 1931, Allemagne, 231 km/h, record mondial de vitesse pour un véhicule terrestre à moteur à piston, équipé du moteur V12 BMW, entre Karstadt et Berlin ; il s'agissait d'un véhicule expérimental à hélice, le Schienenzeppelin « Zeppelin sur rail », conçu par l'ingénieur Franz Kruckenberg.

- 12 janvier 1935, Paris-Strasbourg parcouru à 130 km/h de vitesse moyenne, record mondial de vitesse en autorail par un autorail Bugatti avec une pointe de 196 km/h[16].
- 256,38 km/h, en Espagne, en juin 2002, par une rame diesel Talgo XXI (à l'époque, propriété du GIF)

#### Turbine à gaz
- 8 décembre 1972, SNCF, 318 km/h, ligne des Landes, rame prototype TGV 001 à turbine à gaz, record mondial de vitesse pour un matériel thermique[17].

### Trains de séries
Le 16 juillet 2006, avec 403,7 km/h, le train à grande vitesse Velaro AVE S103 du constructeur allemand Siemens établit un nouveau record pour une rame de série.
Le 3 septembre 2010 le train CRH Chinois CRH380A (nom d'exploitation) atteint la vitesse de 486 km/h.

### Trains sur coussins d'air et trains à sustentation magnétique

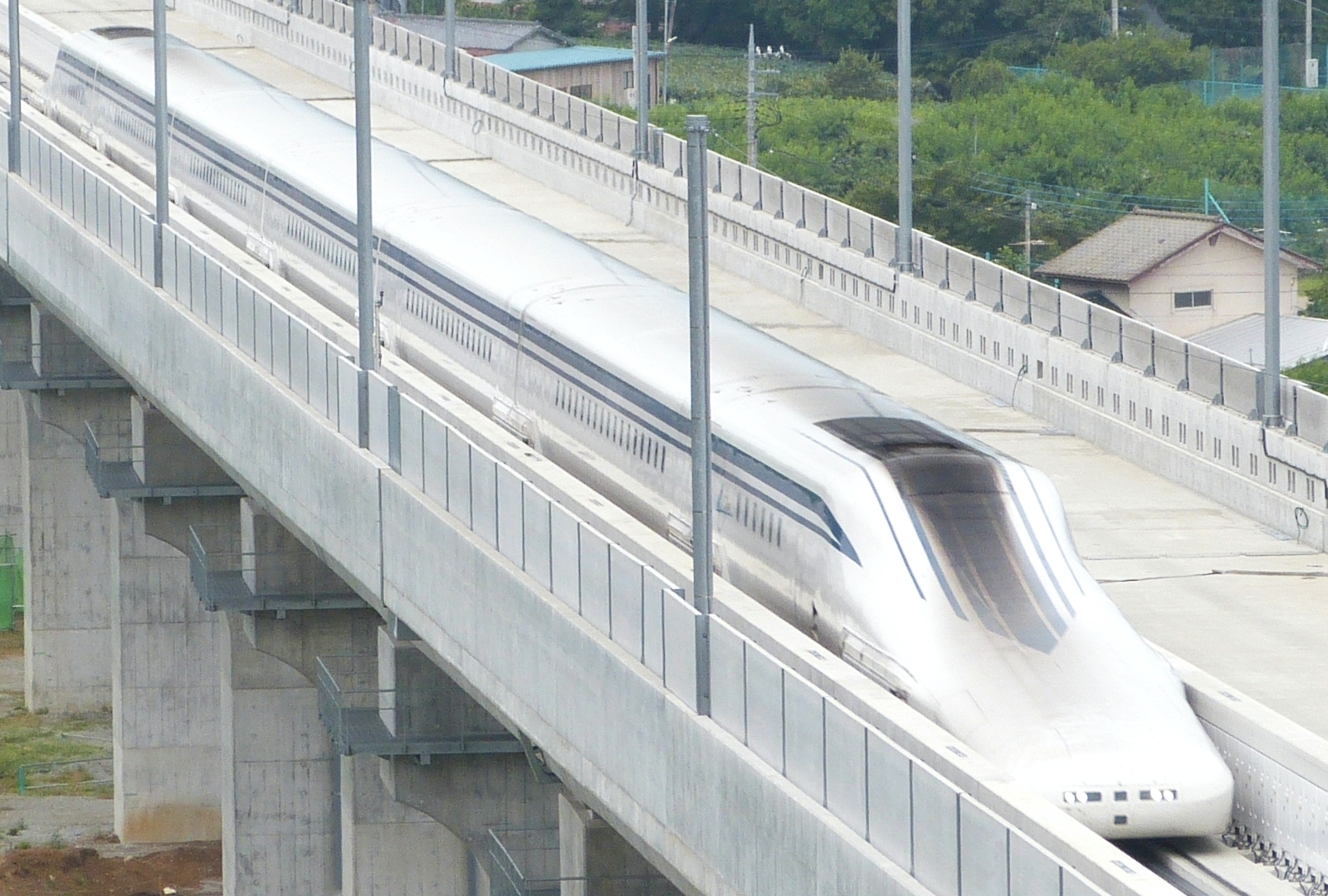
JR-Maglev Série L0

- 5 mars 1974, l'aérotrain I80 de l'ingénieur Jean Bertin atteint 430,2 km/h sur la voie expérimentale installée dans le Loiret en France.
- 21 décembre 1979 JR-Maglev ML-500 517 km/h à Miyazakiau Japon.
- 24 décembre 1997 JR-Maglev MLX01 550 km/h à Yamanashi au Japon.
- 2 décembre 2003 JR-Maglev MLX01 : 581 km/h.
- 16 avril 2015 JR-Maglev L0 : 590 km/h.
- 21 avril 2015 JR-Maglev L0 : 603 km/h pendant 10,8 secondes à Yamanashi, au Japon, dans un tunnel[19].

### Écartements ferroviaires inférieurs à l'écartement standard
- En 1914, l'automotrice Dauphin de la OMEG atteint 136 km/h sur une voie étroite de 600 mm, record inégalé pour cet écartement.

- En décembre 1978, une locomotive électrique de la classe 6E des SAR (South African Railways (en)) atteint 245 km/h sur voie dite métrique anglaise ou écartement du Cap (1067 mm soit 3 pieds 6 pouces), record inégalé pour cet écartement.

### Marchandises
- 1987 SNCF 203,8 km/h, rame de wagons G13 (wagons couverts équipés d'un nouveau type de bogies), pour homologation et mise en service des trains de fret ME160.

- 1987 SNCF 160 km/h, record du monde de vitesse autorisée en service normal pour les trains de fret (trains désignés ME160).

- Le 30 mai 1997 SNCF 281,8 km/h, record du monde de vitesse sur rail pour un matériel affecté au transport des marchandises sur la ligne Calais-Lille. Wagon G13 tracté par une rame TGV sur ligne à grande vitesse, pour homologation des wagons G13 à 200 km/h sur LGV.

## Autres records ferroviaires

### Record de vitesse d'exploitation
Les trains S-103 circulant en Espagne et CRH 3 circulant en Chine, tous deux de type Velaro (Siemens), sont avec 350 km/h les trains avec la vitesse d'exploitation la plus élevée.

### Performances
- 26 mai 2001, SNCF, record d'endurance entre Calais et Marseille (1 067,2 km) en 3 h 29 avec la rame TGV Réseau n° 531 (306,36 km/h de moyenne). Record des 1 000 km en 3 h 9 à la vitesse moyenne de 317,46 km/h. Cette marche d'essais est désignée « opération Sardine »[21].
- 16 mai 2006, une rame Eurostar SNCF affrétée par la production du film Da Vinci Code bat le record de distance - international et pour une ligne à grande vitesse - sans arrêt entre Londres-Waterloo et Cannes, pour la présentation du film au festival de Cannes, soit 1 421 km, en 7 h 25, à la vitesse moyenne de 191,6 km/h[22].